# آرنج تنیس‌بازان
آرنج تنیس‌بازان، که به عنوان اپی‌کندیلیت خارجی یا آسیب درون‌هشت (انتزوپاتی) با منشأ بازکننده مچ به زند بالایی (اکستانسور کارپی رادیالیس برویس) نیز شناخته می‌شود، یک آسیب درون‌هشت (بیماری نقطه اتصال) از منشأ کوتاه بازکننده مچ به زند بالایی در اپی‌کندیل خارجی است. قسمت خارجی آرنج دردناک و حساس می‌شود. درد ممکن است به پشت ساعد نیز کشیده شود.. شروع علائم عموماً تدریجی است، اگرچه ممکن است ناگهانی به نظر برسند و به اشتباه به عنوان یک آسیب تفسیر شوند. آرنج گلف‌بازان وضعیت مشابهی است که قسمت داخلی آرنج را درگیر می‌کند..
آسیب‌های درون‌هشت، بدون علت شناخته شده هستند، به این معنی که علم هنوز علت آنها را مشخص نکرده است. آسیب‌های درون‌هشت در افراد میانسال (سنین ۳۵ تا ۶۰) شایع‌تر هستند.
اغلب بیان می‌شود که این وضعیت به دلیل استفاده بیش از حد از عضلات پشت ساعد ایجاد می‌شود، اما شواهد تجربی آن را تأیید نمی‌کنند و یک سوءتعبیر رایج یا تفکر غیرعلمی در مورد علائم است. همچنین ممکن است با کار یا ورزش، به‌طور معمول ورزش‌های راکت (از جمله ورزش‌های پارویی) مرتبط باشد، اما اکثر افراد مبتلا به این وضعیت در معرض این فعالیت‌ها نیستند. تشخیص بر اساس علائم و معاینه است. تصویربرداری پزشکی به‌طور خاص، مفید نیست. علائم مطابق با تشخیص عبارتند از درد، زمانی که یک فرد سعی می‌کند مچ دست را در برابر مقاومت به عقب خم کند.
از نظر سیر طبیعی، آسیب‌های درون‌هشت درمان‌نشده، طی یک دوره 1-2 ساله برطرف می‌شوند. درمان تسکینی (کاهش‌دهنده علائم) ممکن است شامل داروهای ضد درد مانند داروهای ضدالتهابی غیراستروئیدی (NSAIDs) یا استامینوفن (پاراستامول)، مچ‌بند، یا بستن باند بالای ساعد باشد.  نقش تزریق کورتیکواستروئید به عنوان نوعی درمان هنوز مورد بحث است. شواهد اخیر نشان می‌دهد که تزریق کورتیکواستروئید ممکن است رفع علائم را به تاخیر اندازد.

## علائم و نشانه‌ها
- درد در قسمت خارجی آرنج (اپی‌کوندیل خارجی)
- حساسیت به لمس نقطه‌ای روی اپی‌کوندیل خارجی - قسمت برجسته استخوان در قسمت خارجی آرنج
- ایجاد درد با صاف کردن مچ دست در برابر مقاومت یا خم شدن غیرفعال مچ[۱۶]

علائم مرتبط با آرنج تنیس‌بازان شامل درد از قسمت خارجی آرنج تا ساعد و درد مچ دست حین باز کردن مچ بوده، اما محدود به آن نیست.

### واژه‌شناسی
اصطلاح «آرنج تنیس‌بازان» (tennis elbow) به‌طور گسترده‌ای استفاده می‌شود (اگرچه غیررسمی است)، اما این شرایط را باید به گونه‌ای دانست که به بازیکنان تنیس محدود نمی‌شود.  از نظر تاریخی، اصطلاح پزشکی «اپی‌کوندیلیت خارجی» (lateral epicondylitis) بیشتر برای این وضعیت استفاده می‌شد، اما itis به معنای التهاب است، در حالی که این بیماری التهابی نیست.
از آنجایی که یافته‌های بافت‌شناسی بافت غیر التهابی را نشان می‌دهند، اصطلاحات «تاندیوپاتی خارجی آرنج» (lateral elbow tendinopathy) و «تاندینوزیس» (tendinosis) پیشنهاد می‌شوند. در سال 2019، گروهی از کارشناسان بین‌المللی پیشنهاد کردند که «تاندیوپاتی خارجی آرنج» (lateral elbow tendinopathy) مناسب‌ترین اصطلاح است. اما بیماری نقطه اتصال (یا درون‌هشت) به‌طور دقیق به عنوان «انتزوپاتی» (enthesopathy) شناخته می‌شود.

## علل

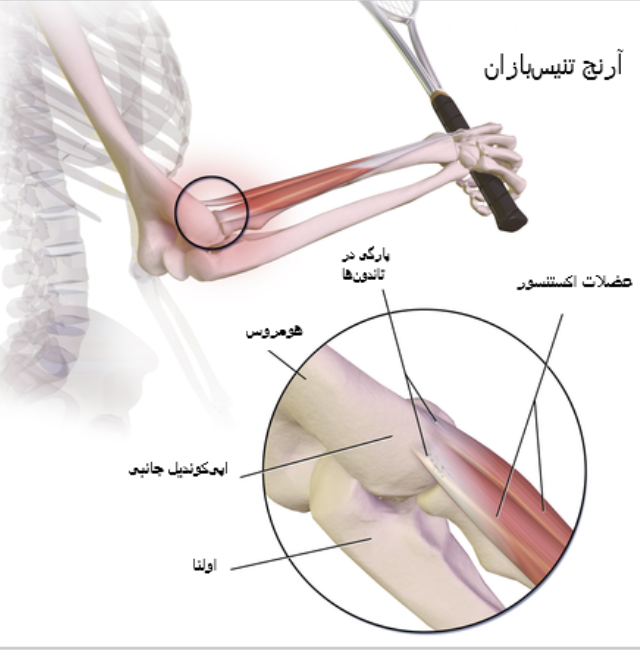
محل آرنج تنیس‌بازان

آسیب دورن‌هشت با منشأ کوتاه بازکننده مچ به زند بالایی، ایدیوپاتیک است، به این معنی که علت شناخته شده‌ای ندارد.
به‌طور مرسوم، افراد حدس می‌زنند که آرنج تنیس‌بازان نوعی آسیب فشاری مکرر است که در نتیجه استفاده بیش از حد زردپی و بهبودی ناموفق آن ایجاد می‌شود، در حالی که هیچ شواهدی دال بر آسیب یا ترمیم در یافته‌های بافت‌شناسی وجود ندارد و تفسیر نادرست فعالیت‌های دردناک به عنوان منبع آسیب، رایج است.
دیگر عوامل خطر احتمالی برای بروز اپی‌کندیلیت خارجی عبارتند از انجام تنیس در سنین بالاتر، فعالیت شدید غیرعادی، کاهش زمان‌سنجی ذهنی و سرعت ذهنی و انقباض غیرعادی مکرر عضله (کنترل کننده‌ طول یک گروه عضلانی).

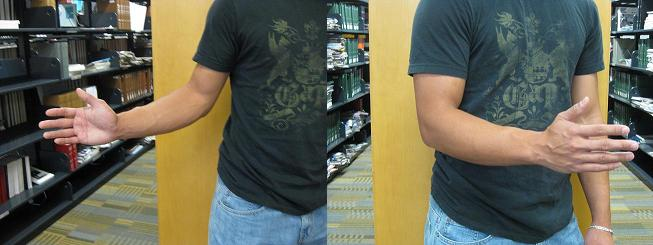
نمونه‌ای از حرکات تکرارشونده که این بیماری را ایجاد می‌کنند

## پاتوفیزیولوژی
یافته‌های بافت‌شناسی شامل از بین رفتن یا دژنراسیون موکوئیدی است: کلاژن نامنظم، افزایش ماتریکس خارج سلولی و متاپلازی کندروئید. شواهدی مبنی بر التهاب یا ترمیم وجود ندارد. بنابراین، این اختلال به‌جای تاندونیت، به‌طور مناسب‌تر به‌عنوان تاندینوزیس یا تاندیوپاتی - به‌طور دقیق‌تر یک آسیب‌ درون‌هشت (enthesopathy)- شناخته می‌شود.

## تشخیص

### معاینه فیزیکی
تشخیص بر اساس علائم و نشانه‌های بالینی مجزا و مشخص است. به عنوان مثال، باز کردن آرنج و خم کردن مچ دست باعث درد قسمت خارجی آرنج می‌شود. حساسیت به لمس نقطه‌ای در منشاء ماهیچه کوتاه بازکننده مچ به زند بالایی از اپی‌کوندیل خارجی وجود دارد.

#### تست کوزن (Cozen's test)
تست کوزن یک معاینه فیزیکی است که برای ارزیابی آرنج تنیس‌بازان شامل درد با باز کردن مچ در برابر مقاومت انجام می‌شود. گفته می‌شود که اگر باز کردن مچ در برابر مقاومت باعث درد در قسمت خارجی آرنج به دلیل فشار وارده بر زردپی بازکننده ماهیچه کوتاه بازکننده مچ به زند بالایی شود، تست مثبت است. تست با آرنج باز شده انجام می‌شود. توجه: با خم شدن آرنج، دراز بازکننده مچ به زند بالایی در موقعیت کوتاه شده است، زیرا منشاء آن برآمدگی فوق کندیلار خارجی استخوان بازو است. برای رد کردن کوتاه بازکننده مچ به زند بالایی، تست را با آرنج در حالت باز شده به شکل کامل، تکرار کنید.

### تصویربرداری پزشکی
تصویربرداری پزشکی ضروری یا مفید نیست.
رادیوگرافی (اشعه ایکس) ممکن است کلسیفیکاسیون را در جایی که عضلات بازکننده به اپی‌کندیل خارجی متصل می‌شوند، نشان دهد.سونوگرافی پزشکی و تصویربرداری رزونانس مغناطیسی (magnetic resonance imaging; MRI) می‌توانند آسیب‌شناسی را نشان دهند، اما برای تشخیص مفید نیستند و بر درمان تأثیر نمی‌گذارند.
سونوگرافی طولی آرنج خارجی، ضخیم شدن و ناهمگنی زردپی اکستانسور مشترک را نشان می‌دهد که با تاندونوزیس سازگار است، زیرا سونوگرافی، کلسیفیکاسیون، پارگی درون ماده و نامنظمی مشخص اپی‌کندیل خارجی را نشان می‌دهد. اگرچه اصطلاح اپی‌کوندیلیت اغلب برای توصیف این اختلال استفاده می‌شود، اکثر یافته های هیستوپاتولوژیک مطالعات، هیچ شواهدی از یک فرآیند التهابی حاد یا مزمن نشان نداده‌اند. مطالعات بافت شناسی نشان داده است که این وضعیت، نتیجه تحلیل زردپی است که بافت طبیعی را با آرایش نامرتب کلاژن جایگزین می‌کند. سونوگرافی داپلر رنگی، تغییرات ساختاری تاندون را نشان می‌دهد.

## درمان
از نظر سیر طبیعی، آسیب‌ درون‌هشت درمان نشده، طی یک دوره ۱ تا ۲ سال برطرف می‌شود. درمان تسکینی (کاهش‌دهنده علائم) ممکن است شامل داروهای ضد درد مانند داروهای ضدالتهابی غیراستروئیدی یا استامینوفن (پاراستامول)، مچ‌بند یا بستن باند بالای ساعد باشد.

### تمرینات
حرکات کششی و تقویت ایزومتریک رایج‌ترین تمرینات توصیه شده هستند. عضله با آرنج صاف کشیده شده و مچ به صورت غیرفعال خم می‌شود. تقویت ایزومتریک را می‌توان با فشار دادن بالای دست در مقابل سطح زیرین میز و صاف نگه داشتن مچ انجام داد.

### ابزارهای ارتز (Orthotic devices)

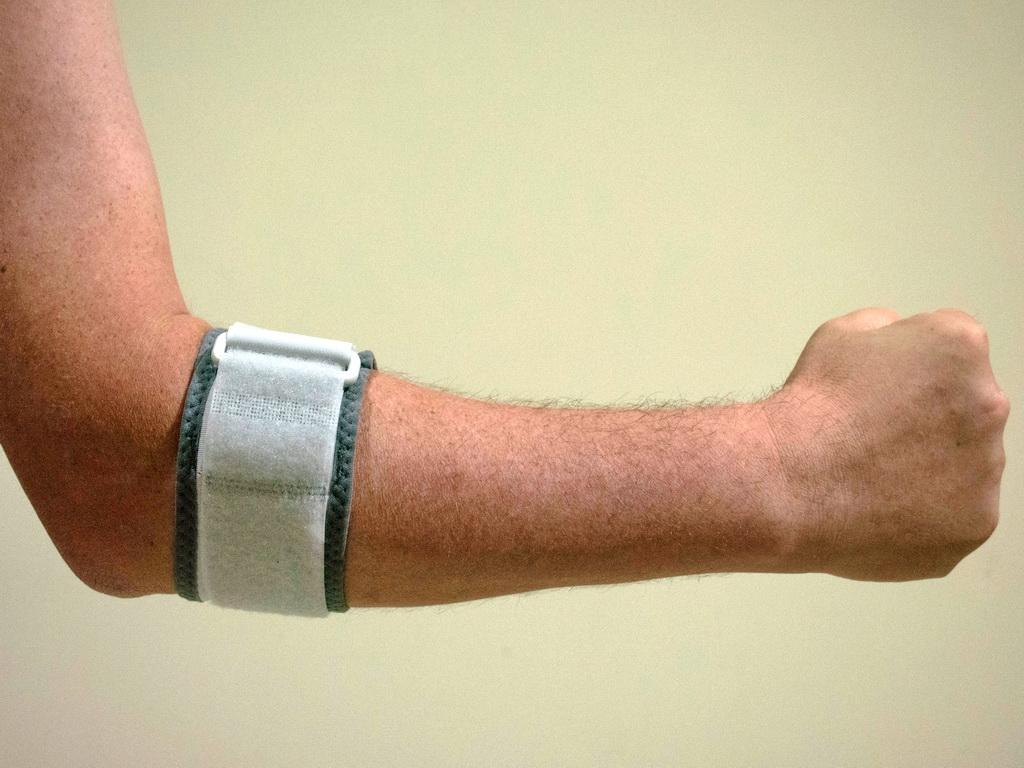
استفاده از اورتوز نیروی متقابل، کشیده شدن فیبرهای عضلانی تاندونی را کاهش می‌دهد

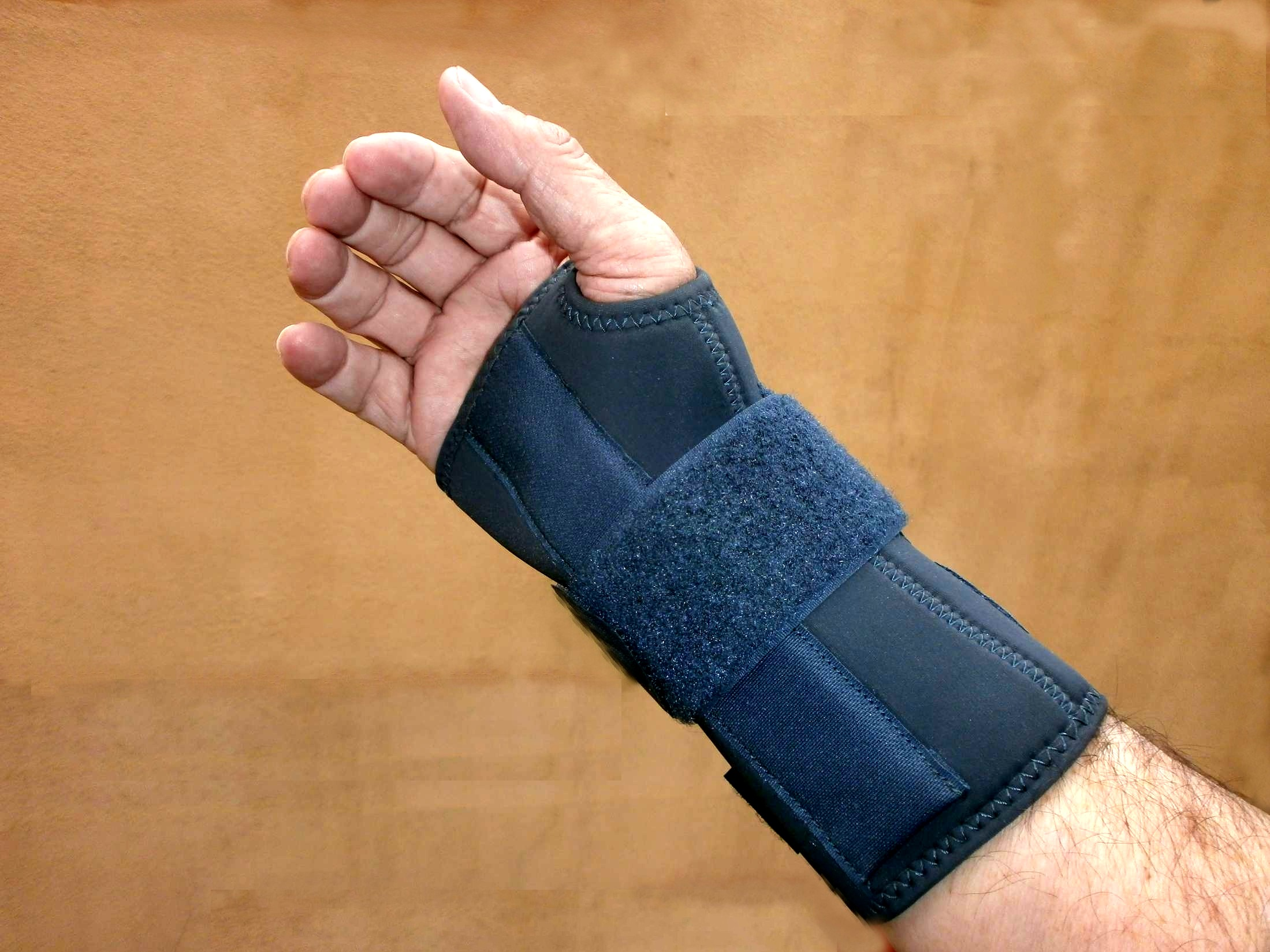
اورتوز اکستنسور مچ دست که کشش بیش از حد را در محل ضایعه کاهش می‌دهد

ارتز وسیله‌ای است که به صورت خارجی روی اندام برای بهبود عملکرد یا کاهش درد استفاده می‌شود. ارتز ممکن است در درمان آرنج تنیس‌بازان مفید باشد. با این حال، اثرات طولانی‌مدت آن ناشناخته است. دو نوع اصلی ارتز برای این مشکل تجویز می‌شود: ارتزهای کانترفورس (counterforce) آرنج و ارتزهای بازکننده مچ دست. ارتز کانترفورس دارای ساختار محیطی اطراف بازو است. این ارتز معمولاً دارای یک بند است که نیروی اتصال را روی مبدا بازکننده‌های مچ اعمال می‌کند. نیروی اعمال شده توسط ارتز، باعث کاهش کشیدگی در فیبرهای عضلانی می‌شود. ارتز بازکننده مچ دست، مچ را در وضعیت اندکی بازشده نگه می‌دارد.

### درمان‌های نظری
روش‌های دیگری که به‌صورت تجربی آزمایش نشده‌اند عبارتند از: ورزش اکستنتریک (eccentric exercise) با استفاده از میله لاستیکی، دستکاری مفصل به سمت آرنج و مچ دست، دستکاری ستون فقرات در ناحیه ستون فقرات گردنی و سینه‌ای، لیزر درمانی سطح پایین و درمان با امواج شوک بیرون‌تنی (extracorporeal shockwave therapy).

### داروها
اگرچه داروهای ضد التهابی معمولاً برای درمان آرنج تنیس‌بازان تجویز می‌شوند، شواهد برای تأثیر آنها معمولاً روایتی است و فقط مطالعات محدودی نشان می‌دهند که فوایدی دارند.  یک مرور نظام‌مند نشان داد که داروهای ضدالتهابی غیراستروئیدی موضعی ممکن است درد را در کوتاه‌مدت (تا ۴ هفته) بهبود بخشد، به دلیل مسائل روش‌شناختی قادر به نتیجه‌گیری قطعی نبود. شواهد برای داروهای ضدالتهابی غیراستروئیدی خوراکی درهم‌آمیخته است.
شواهد برای بهبود طولانی‌مدت از هر نوع تزریقی، اعم از کورتیکواستروئیدها، سم بوتولینوم، پرولوتراپی یا مواد دیگر ضعیف است. تزریق کورتیکواستروئید ممکن است در کوتاه‌مدت مؤثر باشد;  با این حال، آنها پس از یک سال، در مقایسه با رویکرد انتظار و مشاهده مزیت اندکی دارند. یک کارآزمایی بالینی تصادفی‌سازی شده همراه با گروه شاهد، با مقایسه اثر تزریق کورتیکواستروئید، فیزیوتراپی یا ترکیبی از تزریق کورتیکواستروئید و فیزیوتراپی، نشان داد که بیماران تحت درمان با تزریق کورتیکواستروئید در مقایسه با دارونما (placebo) در یک سال بهبودی کامل یا بهبودی کمتری داشتند (خطر نسبی: ۰.۸۶). بیمارانی که تزریق کورتیکواستروئید دریافت کردند نیز در یک سال نسبت به دارونما، میزان عود بالاتری داشتند (۵۴٪ در مقابل ۱۲٪، خطر نسبی: ۰.۲۳). عوارض ناشی از تزریق مکرر استروئید شامل مشکلات پوستی مانند هیپوپیگمانتاسیون و آتروفی چربی است که منجر به فرورفتگی پوست در اطراف محل تزریق می‌شود. به نظر می‌رسد تزریق استروئید مؤثرتر از درمان با امواج شوک باشد.. سم بوتولینوم نوع A برای فلج کردن عضلات بازکننده ساعد در افراد مبتلا به آرنج تنیس‌بازان مزمن که با اقدامات محافظه‌کارانه بهبود نیافته است، ممکن است پایدار باشد.

### جراحی
جراحی یک گزینه درمانی است. روش‌های جراحی عبارتند از: 
- افزایش طول، رهاسازی، دبریدمان یا ترمیم منشاء عضلات بازکننده خارجی دست در اپی‌کندیل خارجی

تکنیک‌های جراحی برای اپی‌کندیلیت خارجی را می‌توان با جراحی باز، جراحی از راه پوست یا جراحی آرتروسکوپی انجام داد، بدون شواهدی با کیفیت بالا که نشان دهد هر نوع خاصی بهتر یا بدتر از دیگری است. عوارض جانبی شامل عفونت، آسیب به اعصاب و ناتوانی در صاف کردن بازو است.  مروری بر شواهد مربوط به جراحی نشان داد که مطالعات منتشر شده از کیفیت پایینی برخوردار بودند و نشان ندادند که جراحی نسبت به دیگر درمان‌ها مؤثرتر است.  یک کارآزمایی تحقیقاتی نشان داد که جراحی مؤثرتر از جراحی ساختگی نیست، که در آن بیماران فقط یک برش پوستی دریافت می‌کنند، اگرچه تعداد کم بیماران، یکی از محدودیت‌های این کارآزمایی بود.

## همه‌گیرشناسی

### آسیب‌ درون‌هشت از منشاء کوتاه بازکننده مچ به زند بالایی
شواهد حاصل از مطالعات تصویربرداری نشان می‌دهد که حدود ۱ مورد از هر ۵ نفر در طول زندگی خود مبتلا به آسیب‌ درون‌هشت قابل تشخیص از منشأ کوتاه بازکننده مچ به زند بالایی می‌شوند. علائم به احتمال زیاد متفاوت و خود-محدود شونده هستند. تغییرات سیگنال در MRI، دائمی به نظر می‌رسد. شواهدی وجود ندارد که مشاغل یا فعالیت‌های خاص با آسیب‌ درون‌هشت مرتبط باشد.

### علائم اپی‌کندیلیت خارجی
علائم حاکی از اپی‌کندیلیت خارجی در حدود ۱٪ از جمعیت بزرگسال وجود دارد و بیشتر در ۴۰ تا ۶۰ سالگی دیده می‌شود.  شیوع تا حدودی بین مطالعات متفاوت است که احتمالاً در نتیجه معیارهای تشخیصی متنوع و قابلیت اطمینان محدود بین ناظران مختلف است. داده‌های مربوط به علائم اپی‌کندیلیت خارجی در رابطه با مشاغل و ورزش متناقض و غیرقطعی هستند. کاستی‌های شواهدی که به رابطه بین علائم و شغل/ورزش می‌پردازند عبارتند از: تنوع در معیارهای تشخیصی، قابلیت اطمینان محدود تشخیص، ارتباط مخدوش‌کنندگی عوامل روانی-اجتماعی، سوگیری انتخاب به دلیل نرخ بالای عدم پاسخ و این واقعیت که مواجهه‌ها معمولاً با گزارش‌ها غیر عینی هستند و بیماران علامت‌دار ممکن است مواجهه بیشتری دریافت کنند.

## تاریخچه
پزشک آلمانی F. Runge معمولاً برای اولین توصیف این بیماری شناخته می‌شود و آن را در سال ۱۸۷۳ به عنوان «کرامپ نویسنده» (Schreibekrampf) نامید.   بعدها آن را «آرنج زنان شوینده» نامیدند. جراح بریتانیایی، هنری موریس، در سال ۱۸۸۳ مقاله ای را در Lancet منتشر کرد که در آن «بازوی تنیس چمن» را در سال ۱۸۸۳ توصیف کرد.  اصطلاح محبوب «آرنج تنیس‌بازان»، برای اولین بار در همان سال در مقاله‌ای توسط H. P. Major ظاهر شد که به عنوان «آرنج تنیس‌بازان چمن» توصیف شد.